# フェニックスカプセル

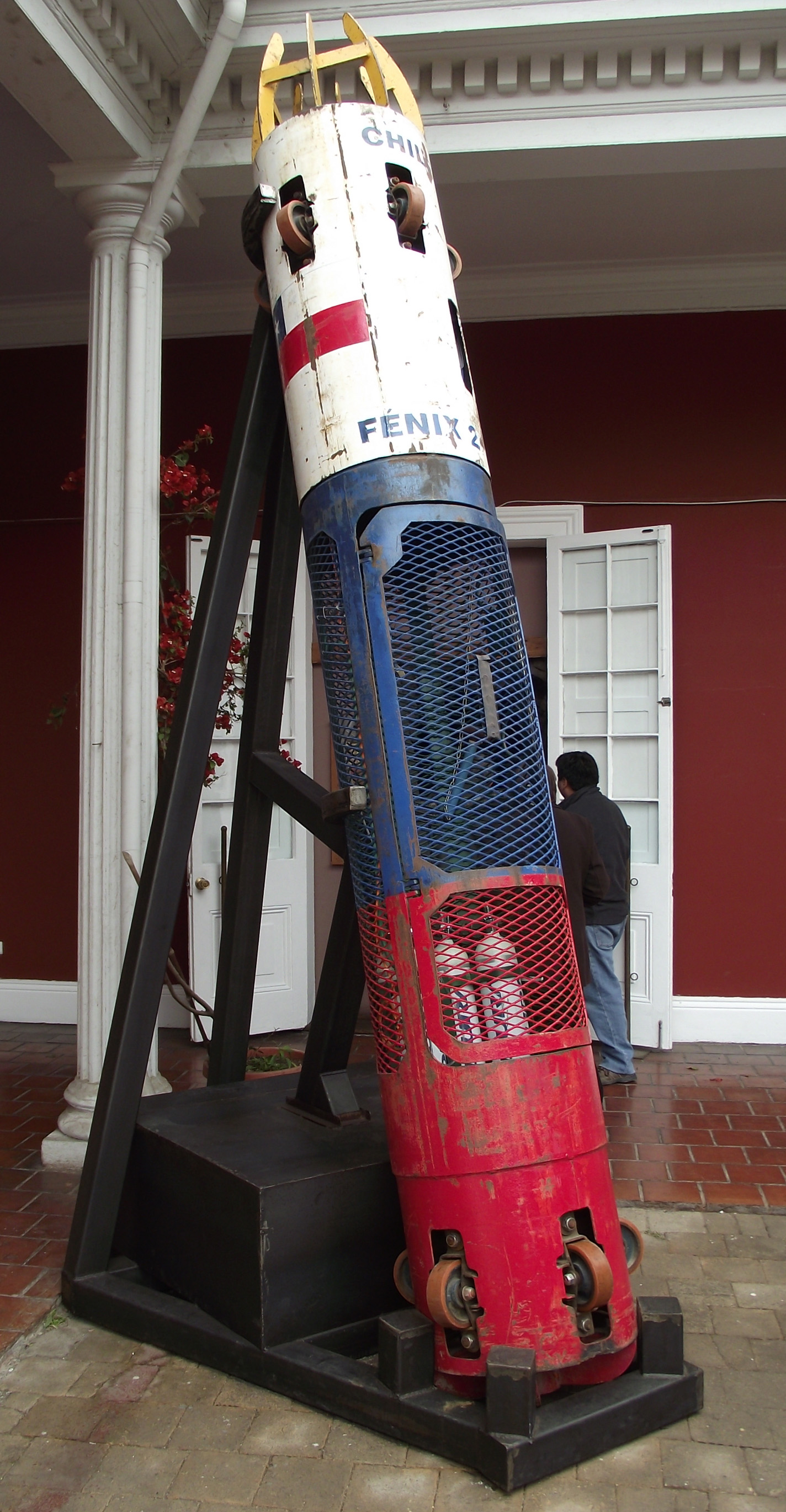
コピアポに展示されている「フェニックス2」カプセル（2011年8月）

フェニックスカプセル(Fénix capsules)は、2010年の「コピアポ鉱山落盤事故」（チリ）での33人の鉱山作業員の救出に用いられた金属製の救出カプセル。火につつまれ、灰から生き返る伝説の鳥にちなみFénix (フェニックス)と命名された。

## 概要

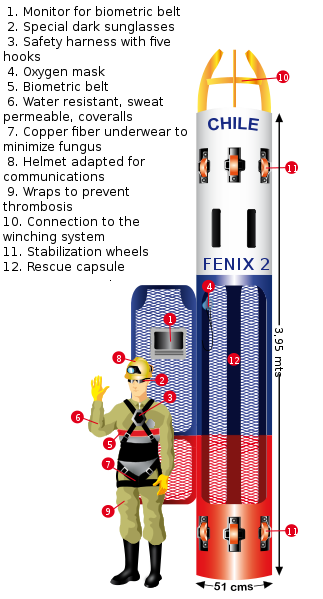
カプセルの大きさや装備品等の図解（英語による解説）

米国航空宇宙局NASAの協力の下、チリ海軍によって設計され、同国の海軍系造船会社「ASMAR社」によって製造された。直径は54センチメートル（21インチ）で、上部と底部には、救出用の穴の中を通る際の振動を吸収するダンパーを備えた合計8個のホイールが設置されている。また、酸素供給装置、搭乗員を固定するハーネス、救助の際に地上のレスキュー隊員と連絡するためのマイク、スピーカが備え付けられている。そして、3つのカプセルとも、1955年にドイツの炭鉱で起きた崩落事故の際に用いられた緊急脱出カプセル「ダールブッシュ・ボム」(en:Dahlbusch Bomb)の改良型となっている。
公式には、3機が製作された。「フェニックス1」(Fénix 1)は、他の2機より直径が大きく、「プランB」の救出坑でテストするために用いられ、地下610メートルまで降下した。「フェニックス2」(Fénix 2)は実際に作業員らの救出に用いられ、オーストリアの引き上げ装置を用いて操作された。「フェニックス3」(Fénix 3)は予備として確保され、使用されることはなかった。チリ海軍の総司令官エドモンド・ゴンザレス・ロブレスは、ASMAR社は4機目のカプセルも製作していたがコピアポには持ち込まれなかったと述べた。フェニックスカプセルは特許が取得される予定である。主要なオンラインニュースメディア数社が、フェニックスカプセルの基本的なデザインを図解している。

## 救助活動後のカプセル
救出後、フェニックス2の所有権を巡り、チリ政府、ASMAR社、コピアポ市の間で争いが生じた。政府は、カプセルを国内で巡回展示すると公表し、その後首都サンティアゴの憲法広場 (en) で展示を始めている。
「フェニックス1」は上海万博で展示された。現在、カプセルのうちの1つはアメリカ・ワシントンD.C.の国立アメリカ歴史博物館において「あらゆる可能性に向かって～チリ鉱山での救出」と題して2011年5月から特別展示されている。
オークションの専門家は、フェニックス2の値段は最大で100万USドルになるだろうと見積もった。イギリス・グロスターシャーの古参のオークション鑑定士ドミニク・ウィンターは、「カプセルは21世紀の象徴であるとともに、不運に対する希望と人間の精神の勝利、自然に対する国を超えたチームワークと技術、33人の鉱山作業員とその家族の無数の物語等、多くのことの象徴である。カプセルは今後何十年もの間、全世界の人にとって、どのような文化や科学の博物館で展示されても旅行者にとって大いに魅力あるものになると認識されるであろうし、それが最も理にかなう姿である」と述べている。